# Arrasa-Quarteirão (Marvel Comics)
Arrasa-Quarteirão (Blockbuster em inglês) é um personagem do Universo Marvel, criado por Chris Claremont e Michael Golden. Sua primeira aparição foi em Uncanny X-Men #210.

## História
Michael Baer, alter ego Arrasa-Quarteirão, é um mutante integrante dos Carrascos, grupo liderado por Senhor Sinistro e que foram responsáveis pelo Massacre de Mutantes. Ele já foi morto uma vez por Thor, depois dos Carrascos atacarem Arcanjo. Ele já batalhou contra os X-Men depois disto, isto foi explicado por Sinistro, que podia fazer clones de seus Carrascos, já que tinha exemplares de DNA de cada um. Na Saga Inferno, Arrasa-Quarteirão, depois de ser possúido, se transformou num demônio gigantesco e com grandes garras, acabou sendo desintegrado por uma grande rajada de Destrutor. Conforme o desejo de Sinistro, foi clonado novamente.

## Poderes
Arrasa Quarteirão possui uma grande massa física que o concede aumento de força física e durabilidade a ataques físicos e de energia.